# Stanisław Gucwa
Stanisław Jan Gucwa (Przybysławice, 18 aprile 1919 – Varsavia, 14 agosto 1994) è stato un politico ed economista polacco, Maresciallo del Sejm dal 28 marzo 1972 al 5 novembre 1985.